# Silverio Tricoli
Silverio Tricoli (Napoli, 7 gennaio 1911 – ...) è stato un calciatore italiano, di ruolo centrocampista.

## Carriera

### Giocatore
Oiriginario del quartiere di San Carlo all'Arena, dopo aver cominciato la carriera nei liberi con l'Aurora, dove fu scoperto da Carlo Carcano. Giocando come mediano e a volte in attacco, crebbe nella Scafatese, nella Maddalonese ed infine nella S.C. Vomero, club napoletano con cui esordì nel 1928 in Prima Divisione, l'allora terzo livello del calcio italiano, allenato da Bino Skasa. Nel 1931 passò ad un altro club di Prima Divisione, il Savoia, con cui collezionò 78 presenze arricchite da 6 reti. Nel 1935 venne acquistato dal Napoli, approdando così in Serie A, dove esordì il 26 gennaio 1936 in Napoli-Sampierdarenese (4-2) in una stagione in cui fu penalizzato dal dover prestare servizio militare. Militò in maglia azzurra per otto stagioni collezionando 81 presenze, di cui 71 in Serie A. Nel dopoguerra chiuse la carriera nelle serie minori, giocando prima con il Benevento (con cui vince un campionato di Serie C) e poi con la Turris.

### Allenatore
Ha vinto un campionato di Promozione con il Nola; ha poi allenato in Serie D Turris ed Ischia.

## Palmarès

### Giocatore

#### Competizioni nazionali
- Serie C: 1

Benevento: 1945-1946

### Allenatore

#### Competizioni regionali
- Promozione: 1

Nola: 1956-1957